# Harrison Armstrong
Harrison David Armstrong (Liverpool, 19 januari 2007) is een Engels voetballer die doorgaans speelt als middenvelder. In augustus 2024 debuteerde hij voor Everton.

## Clubcarrière
Armstrong speelde vanaf zijn vijfde levensjaar in de jeugdopleiding van Everton. Deze doorliep hij en in juli 2024 tekende hij zijn eerste professionele contract, tot medio 2027. Zijn debuut in het eerste elftal maakte hij vervolgens op 24 augustus 2024, toen in de Premier League door doelpunten van Yves Bissouma, tweemaal Son Heung-min, en Cristian Romero met 4–0 verloren werd van Tottenham Hotspur. Armstrong mocht van coach Sean Dyche in de blessuretijd van de tweede helft invallen voor Idrissa Gueye. In de eerste helft van het seizoen 2024/25 kwam de middenvelder tot nog drie competitieoptredens en drie verdeeld over de FA Cup en EFL Cup.
Het contract van Armstrong werd begin februari 2025 opengebroken en met een jaar verlengd tot medio 2028, waarna hij voor het restant van de jaargang verhuurd werd aan Derby County. Hij maakte zijn eerste professionele doelpunt op 15 maart 2025, toen mede dankzij zijn doelpunt met 2–3 gewonnen werd van Plymouth Argyle. Hij speelde vijftien wedstrijden tijdens zijn verhuurperiode. Derby County gaf aan dat ze hem wilden houden voor het seizoen 2025/26, maar Everton-coach Sean Dyche vertelde dat hij de kans zou gaan krijgen tijdens de voorbereiding van zijn ploeg.

## Clubstatistieken
| Seizoen | Club           | Competitie     | Competitie | Competitie | Beker | Beker | Internationaal | Internationaal | Totaal | Totaal |
| Seizoen | Club           | Competitie     | Wed.       | Dlp.       | Wed.  | Dlp.  | Wed.           | Dlp.           | Wed.   | Dlp.   |
| ------- | -------------- | -------------- | ---------- | ---------- | ----- | ----- | -------------- | -------------- | ------ | ------ |
| 2024/25 | Everton        | Premier League | 3          | 0          | 3     | 0     | —              | —              | 6      | 0      |
| 2024/25 | → Derby County | Championship   | 15         | 1          | 0     | 0     | —              | —              | 15     | 1      |
| Totaal  | Totaal         | Totaal         | 18         | 1          | 3     | 0     | 0              | 0              | 21     | 1      |

Bijgewerkt op 21 mei 2025.